# 今市市
今市市（日语：／ Imaichi shi */?）是關東地方北部，栃木縣西北部的一個已不存在的市。舊上都賀郡。2006年3月20日，與舊日光市、足尾町及其周邊自治体合併，成為新日光市的一部分。
江戶時代，在日光街道與會津西街道，日光例幣使街道今市宿的宿場町相當繁榮。現在往日光的鐵路亦要經過今市。

## 地理
- 山：毘沙門山、赤薙山
- 川：鬼怒川、大谷川、田川

## 历史
- 江戶時代：日光街道設有宿場町、日光例幣使街道・會津西街道的分岐為繁榮的交通要衝。
- 1889年4月1日：今市村、瀬尾村等9村合併成今市町。
- 1890年6月1日：日本鐵道（→國鐵→現東日本旅客鐵道）今市站開業。
- 1929年7月7日：東武鐵道下今市站開業。
- 1954年3月31日：上都賀郡落合村、河内郡豐岡村編入，施行市制而成為今市市。
- 1954年11月1日：河内郡大澤村全域與部份篠井村編入。
- 2006年3月20日：今市市、（舊）日光市、足尾町、藤原町、栗山村合併成新設的日光市。

## 交通

### 鐵道路線
- 中心站：今市站、下今市站

東日本旅客鐵道（JR東日本）
- 日光線：文挾站、下野大澤站、今市站

東武鐵道
- 日光線：下小代站、明神站、下今市站、上今市站
- 鬼怒川線：下今市站、大谷向站、大桑站

### 道路
高速道路
- 日光宇都宮道路：大澤IC、今市IC

一般國道
- 國道119號
- 國道120號
- 國道121號

- 國道352號
- 國道461號

### 巴士路線
- 關東自動車　簗瀬營業所今市車庫
- 今市市營巴士

## 觀光地點
- 日光杉並木
- ウェスタン村
- 杉並木公園

- 追分地藏尊
- 六方澤橋
- 大笹牧場